# Слова-реалії
Слова-реа́лії — перекладознавчі категорії, які відіграють першорядну роль у відображенні соціально-історичного та культурного контексту, надають національного забарвлення. Водночас реалія часто стає каменем спотикання для перекладача, оскільки її правильне витлумачення вимагає виходу за межі тексту в широкий контекст і за текст.

## Погляди літературознавців, щодо визначення слів-реалій
Р. П. Зорівчак зазначає, що під реалією як перекладознавчим терміном слід розуміти «моно-і полілексемну одиницю, основне лексичне значення якої вміщає традиційно закріплений за нею комплекс етнокультурної інформації, чужої для об'єктивної дійсності мови-сприймача». Важливо, що поняття реалії є змінною, відносною категорією, яка набуває чіткості при бінарному контрактивному зіставленні конкретних мов і культур. Обсяг реалій мови-джерела постійно змінюється залежно від словникового складу цільової мови, особливостей матеріальної і духовної культури, що сприймає, від інтенсивності культурних та етнічних контактів відповідних мовних колективів.
О. Чередниченко не цілком погоджується з таким визначенням цієї категорії. Він говорить про реалію як носія етнокультурної інформації, не властивої для об'єктивної дійсності мови-сприймача в певний історичний момент. Таке невелике доповнення вирішує згадані суперечності.
О. Чередниченко зазначає, що аналіз співвідношення реалії з такими поняттями, як інтернаціоналізм, неологізм, безеквівалентна лексика, діалектизм, термін дав змогу Р. П. Зорівчак подати класифікацію реалій в історико-семантичному та структурному планах.
В історико-семантичному плані виділяють:
1. власне реалії (за наявних референтів): укр. коломийка, трембіта та інші;
2. історичні реалії — семантичні архаїзми, які внаслідок зникнення референтів входять до історично дискантної лексики, втративши життєздатність: укр. свячений, смерд, копний майдан тощо.
У структурному плані розрізняються:
1. реалії-одночлени: укр. вечорниці, кобзар;
2. реалії-полічлени номінативного характеру: укр. троїста музика;
3. реалії-фразеологізми: укр. лоби забрити, стати під вінок.
Крім того, з погляду перекладацької практики пропонується розмежовувати явні і скриті (приховані, потаємні) реалії.
Слова-реалії останнього типу начебто мають відповідники в мові перекладу, але співвідносні поняття в позамовній дійсності дуже відрізняються між собою, тому беззастережна підстановка їхніх позначень, що мають різне художньо-стилістичне забарвлення, може спричинити додаткові труднощі для розуміння вихідного змісту. Очевидно, справа не стільки у предметно-логічних відмінностях міжмовних відповідників слів типу калина, піч, рушник, тополя тощо, скільки у відсутності в них аналогічних символічних функцій. Саме властиві українській мові символічні функції роблять ix прихованими, або, точніше, асоціативними реаліями, які не мають прямих аналогів у інших європейських мовах. Проте існує можливість передавання цих реалій за допомогою різних типів синонімічних, гіперонімічних або ситуативних відповідників. Наприклад, відносним відповідником української асоціативної реалії калина може виступати англійська лексема cranberry (журавлина), яка вживається в літературі з конотативною семантикою дівочої цнотливості й червоної барви. Подібні функції у французькій мові виконують флористичні назви aubepine (глід) та ronce (ожина).
Напевно усі народи мають улюблені рослини-символи. Канадці люблять клен, росіяни — берізку, а українці полюбляють вербу і калину.
В Україні усі говорять: «Без верби і калини нема України!»
У відомій стрілецькій пісні співається:
«А ми ту ж червону калину,
Гей, гей, та підіймемо.
А ми ж свою славну Україну,
Гей, гей та розвеселимо…»
Українці мають хороше почуття гумору і часто схильні до перебільшень. Багато ідіом підтверджують цю ідею:
Нахаба та й годі!
Ну, годі базікати!
Гав не лови!
А бодай тобі заціпило!
Ой леле (лелечко)!
Отже, треба ознайомитися з історією та стилем життя українців, щоб зрозуміти як правильно перекласти подані вище ідіоми і знати, в якому контексті їх слід застосовувати.

## Класифікація реалій
На наш погляд найкращою класифікацією реалії є класифікація Влахова та Флорина, які розглянули реалії під різними кутами зору.
Класифікація реалій має на їх погляд :
1. Поділ за предметною ознакою.
2. Поділ за місцевою ознакою (в залежності від національної та мовної залежності).
Предметна ознака. Географічні реалії:
- найменування об'єктів фізичної географії, в тому ж числі і метеорології: степ, прерія, сопка, солончак, торнадо;
- найменування географічних об'єктів, пов'язаних з діяльністю людини: польдер, крига, язовір (болг. язовир «водосховище»), грид, арик;
- найменування ендеміків: ківі, снігова людина, піцундська сосна, секвоя.

Етнографічні реалії:
- побут (матеріальна культура):
  - їжа, напої, побутові заклади та ін: щі, чебуреки, кумис, ель, сидр; таверна, пиріжкова, бістро, сауна, драгстор;
  - одяг (включно: взуття, головні убори та ін.) і прикраси: кімоно, архалук, каньги, дхоті, парео, сарі, рукавички, лапті, сомбреро, кокошник, фібула, верик;
  - житло, меблі, посуд та ін. обладнання: ізба, юрта, дівчача, горниця, обрік, амфора, кубишка;
  - транспорт (засоби та «водії»): рикша, кеб, ландо, пірога; ямщик, кебмен, гондольєро;
  - інше: сакви, махорка, будинок відпочинку, путівка, кізяк.

- праця:
  - професії: передовик, бригадир, фермер, грум, консьєржка;
  - знаряддя праці: кетмень, мачете, бумеранг, ласо, чубарка;
  - організація праці (включно з формами господарювання): колгосп, ранчо, гільдія, лабаз, мандра.

- духовна культура і мистецтво:
  - музика і танці: козачок, гопак, йойк, ламбада, блюз, тарантелла, жок;
  - музичні інструменти та ін.: балалайка, сигудек, тамтам, кастаньєти, най, банджо;
  - фольклор: сага, билина, частушки;
  - театр: кабукі, комедія дель арте, містерія, арлекін, каспер, петрушка;
  - інші мистецтва та предмети мистецтв: ікебана, чинте, пелікани;
  - виконавці: трубадур, кобзар, скоморох, гейша;
  - звичаї та ритуали: коляда, вендета, конфірмація, тамада, ряжені, масниця, рамазан;
  - свята та ігри: День перемоги, Паска, День подяки, лапта, крикет, пітчер;
  - міфологія і персонажі казок: Котигорошко, Дід Мороз, троль, валькірія, ельф, гном, килим-літак, вурдалак;
  - культи (прихильники та послідовники) і культові будівлі та предмети: лама, абат, мормони, квакери, дервіші; мечеть, пагода, розп'яття, мани;
  - календар: вайшак, вересень, бабине літо.

- етнічні об'єкти:
  - етноніми: гуцул, кафр, тотонакі, баски, казах;
  - прізвиська (звично жартівливі або образливі): хохол, кокні, фріц, грінго, кацап;
  - найменування осіб за місцем проживання: габровець, канака, шоп, обердинець.
- міри і гроші:
  - одиниці мір: аршин, ярд, пуд, десятина, акр, чверть, бушель;
  - грошові одиниці: лев, рубль, ліра, франк, песо, пенс, фунт стерлінг, долар;
  - простомовні найменування мір і грошей: осьмуха, сотка, четвертинка, двушка, п'ятак, бакс;

- Суспільно-політичні реалії:
- адміністративно-територіальний устрій:
  - адміністративно-територіальні одиниці: губернія, область, департамент, графство, воєводство;
  - населені пункти: аул, станиця, хутір, стійбище;
  - деталі населеного пункту: аррондісман, медіна, променад, ларго, ряд;
- органи та носії влади:
  - органи влади: народні збори, сейм, рада, муніципалітет, верхня палата;
  - носії влади: канцлер, лорд-мер, гетьман, хан, цар;

- суспільно-політичне життя:
  - політична діяльність та діячі: більшовики, ку-клукс-клан, віги, торі, есдеки;
  - патріотичні та суспільні рухи (і їх діячі): партизани, карбонарії, західники, слов'янофіли;
  - соціальні явища та рухи (та їхні представники): бізнес, пабліситі, НЕП, лобі, стиляги, хіпі;
  - звання, титули, звернення: бакалавр, князь, принц, містер, сер, мадам;
  - заклади: облвно, загс, золотий стіл, торгпредство;
  - навчальні заклади і культурні установи: десятилітка, коледж, ліцей, кампус, аула;
  - стани та касти (і їх члени): дворянство, купецтво, юнкерство, джентрі, дворянин, самурай, мужик;
  - станові знаки і символи: червоний прапор, півмісяць, свастика, юньон джек.

- військові реалії:
  - підрозділи: легіон, фаланга, табір, орда, сотня;
  - зброя: арбалет, мушкет, ятаган, таран, фінка;
  - обмундирування: шлем, кольчуга, кітель, ківер, бушлат;
  - військові службовці і командири: отаман, осавул, сотник, гардемарин, унтер.

Наприкінці цієї предметної класифікації хотілось би зазначити, що подальше розділення — за місцем — стосується тих же реалій, але розглянутих під іншими кутами зору.
Місцева ознака. В площині однієї мови: — свої реалії — це більшою частиною ісконні слова даної мови: хііт (heath — болотиста місцевість, покрита вереском), ель=ейл (ale — світле англійське пиво); — чужі реалії — це або запозичення, тобто слова іншомовного походження в словниковий склад мови, або кальки, тобто поморфемні або послівні переклади найменувань чужих для даного народу об'єктів, або транскрибовані реалії іншої мови: бринза (рум.), бізнес (ам.), супутник (рос.).
В площині пари мов: — зовнішні реалії — однаково чужі для обох мов наприклад, фіорд — зовнішня реалія для рос., болг., або любої іншої мови, окрім норвезької; — внутрішні реалії — слова, які належать одній з пари мов, і отже, чужі для іншої мови наприклад, фіорд — для пари російської і норвезької мови — для норвезької мови буде внутрішньою реалією.

## Переклад мовних реалій
Треба підкреслити, що постійна взаємодія мов і культур, зокрема через переклади, сприяє зближенню семантики міжмовних відповідників у галузі не тільки первинної, а й вторинної образної номінації.
Ми вже визначили, що таке реалія, яка в неї може бути структура і типи реалій.
Як же повинен поводитися з реаліями перекладач? Якщо даний предмет чи явище незнайомі народу, якщо в його мові немає найменування даного предмету, поняття, явища, означає тоді це, що слово не можна перекласти. А якщо воно перекладне, то як знайти найвдалішу відповідність? Л.Н.Соболєв вважає так: « якщо говорити про неперекладність, то саме реалії, як правило, і неможливо перекласти». Проте «немає такого слова, яке не могло би бути перекладеним на іншу мову, принаймні описово, тобто поширеним сполученням слів даної мови» — це у відношенні словникового перекладу, і « те, що неможливо у відношенні окремого елементу, можливо у відношенні складного цілого», тобто у відношенні контекстуального перекладу. Таким чином вважаємо, що питання зводиться не до того, чи можливо, чи неможливо перекласти реалію, а до того, як її перекласти.
При перекладі реалій існує дві труднощі:
1. відсутність у перекладацькій мові відповідності (еквівалента, аналога) внаслідок відсутності у носіїв цієї мови об'єкта, який ця реалія позначає.
2. необхідність, передати не тільки предметне значення (семантику) реалії, а також і її колорит (конотацію) — її національне і історичне забарвлення.
Ця справа ускладнюється ще й необхідністю ураховувати цілий ряд обставин, які заважають дати одну на всі випадки життя відповідь. Безумовним є лише одне: "рецептів тут, як і в перекладі загалом, немає, і перекладач, ураховуючи загальні теоретичні положення і спираючись на володіння мовою, на свій досвід, чуття і картотеку, а, в першу чергу, на «контекстуальні обставини», в кожному окремому випадку вибирає шлях, який підходить більш всього, а інколи є одним можливим.
Великий практичний інтерес становлять способи відтворення реалій. Виділяються дев'ять таких cnoco6ів:
- - комбінована реномінація;
  - дескриптивна перифраза;
  - транскрипція (транслітерація);
  - ситуативний відповідник;
  - калькування;
  - гіперонімічне перейменування (генералізація);
  - транспозиція на конотативному рівні;
  - метод уподібнення (синонімічна заміна);
  - контекстуальне розтлумачення реалій.

Найчастотнішим в англійських перекладах української прози є метод комбінованої реномінації (25 % ycix випадків), який полягає у поєднанні іншомовної транскрипції, транслітерації слова-реалії з описовою перифразою, що дає змогу розкрити семантику реалії й разом з тим передати її оригінальний характер (пор. укр. гуцул — англ. Hutsul, Highlander of the Carpathian region; укр. чумаки — англ. chumak carters/chumaks). При цьому друга частина комбінованого найменування — описова перифраза може подаватися у виносці до тексту, а при подальшому вживанні реалії вона (перифраза), як правило, опускається.

## Засоби передачі реалій
За С. Флориним і С. Влаховим у практиці перекладу зустрічаються такі засоби передачі реалій:
- транскрипція (транслітерація)
- переклад (заміни):

1. Неологізми:
- калька;
- півкалька;
- освоєння;
- семантичний неологізм.

2. Приблизний переклад:
- відповідність за родом та видом;
- функціональний аналог;
- опис, пояснення, тлумачення;
- контекстуальний переклад.

Розглянемо ці засоби перекладу більш докладно: I. Транскрипція реалії передбачає механічне перенесення реалії із іноземної мови в перекладацьку графічними засобами останньої із максимальним наближенням до оригінальної форми: Whig — біг; Utah — Юта.
Бажання, а часто і необхідність застосування транскрипції при передачі реалій зумовлена тим, що, таким чином, перекладач може одержати можливість перебороти дві вказані вище труднощі, але, якщо вибір між транскрипцією зроблений невдало, це може дуже ускладнити розуміння перекладу читачем. Транслітерація реалії передбачає передачу літер, які складають англійське слово, літерами перекладацької мови (тобто українськими): Waterloo — Ватерлоо, Murray — Муррей
II. Переклад реалії (або заміна, субституція) як засіб передачі її на перекладацьку мову вживають у тих випадках, коли транскрипція (транслітерація) за тих чи інших умов неможлива або небажана: Запровадження неологізму — найпридатніший після транскрипції шлях збереження змісту й колориту перекладаємої реалії: шляхом створення нового слова (або словосполучення) інколи вдається добитися такого ж ефекту. Такими новими словами, в першу чергу, можуть бути кальки та півкальки: а) кальки — це запозичення шляхом буквального перекладу (дуже часто частинами) слова або звороту з наступним складанням перекладених частин без будь-яких змін. Класичний приклад — це слова skyscraper — хмарочос; misleader — лжекерівник.
Дуже поширені кальки усталених словосполучень: people of good will — люди доброї волі; the United Nations Organization — Організація об'єднаних націй;
б) півкальки — це свого роду часткові запозичення, також нові слова або усталені словосполучення, але «складені частково із свого власного матеріалу, а частково з матеріалу іншомовного слова».
Carpet-bagger — саквояжник (сіверянин, який добився впливу та багатства на Півдні)
При калькуванні є небезпека з'явлення в перекладі буквалізму, який зовсім непотрібен. І перекладач повинен використовувати цей засіб перекладу лише тоді, коли в українській мові дійсно відсутнє відповідне слово або словосполучення;
в) освоєння — це адаптація іншомовної реалії; тобто надання їй на основі іншомовного матеріалу вигляду рідного слова: фр. Concierge — консьєржка; нім. Walkure — валькірія;
г) семантичний неологізм — це нове слово або словосполучення, «вигадане» перекладачем і яке дозволяє передати смисловий зміст (склад) реалії. Від кальки його відрізняє відсутність етимологічного зв'язку з оригінальним словом: seven-league boots — чоботи — швидкоходи.
Але Влахов і Флорин зазначають, що «спосіб перекладу реалій неологізмами найменш використовується: причина досить очевидна — творцем мови є народ і дуже рідко — окремий автор».
III. Приблизний переклад реалій застосовується частіше ніж будь-який інший спосіб. Застосовуючи цей спосіб удається, хоча і не досить точно, передати предметний зміст реалії, але колорит дуже часто є утраченим, тому що відбувається заміна очікуваного конотативного еквівалента на нейтральний за стилем, тобто на слово або словосполучення з нульовою конотацією. Можливі декілька випадків: а) принцип заміни одиницею відповідно роду та виду дозволяє передати зміст реалії одиницею з поширенішим (дуже рідко — більш вузьким) значенням, підставляє родове поняття замість видового. Фактично, замінюючи вид родом, більш часткове загальнішим, перекладач застосовує відомий у теорії перекладу прийом генералізації: cottage — будинок. Але такий переклад можливий, якщо дозволяє контекст;
б) функціональний аналог — це «елемент остаточного вислову, який викликає східну реакцію у російського читача». Цей шлях перекладу реалій дозволяє, наприклад, одну гру, незнайому читачу перекладу, «замінити іншою, знайомою», або замінити один музичний інструмент іншим, «нейтральним», не забарвленим у національні барви перекладацької мови, одну судину іншою, лише б аналог дійсно зображав функціональну заміну реалії, яка перекладається: baseball — лапта, cricket — лапта.
Часто функціональний аналог є зручним для передачі реалій-мір, зокрема, коли вони призначені для створення у читача якихсь якісних уявлень: сто пудів — дуже важкий, пара фунтів — небагато;
в) опис, пояснення, тлумачення, як спосіб приблизного перекладу застосовується у тих випадках, коли немає іншого шляху: поняття, яке не може бути передане транскрипцією, доводиться просто пояснювати: the boys were playing fly up — хлопчики грали у м'яча; арм'як — одежа із грубої тканини, puff — гра в кості.
Влахов і Флорин зазначають, що «приблизний переклад реалій, як підказує сама назва, не є адекватним, передає зміст відповідної одиниці не повністю, а що стосується національного і історичного колориту, то про нього читач може здогадуватися, лише якщо митець-парекладач зумів підказати це своїм вибором засобів вираження».
IV. Контекстуальний переклад звично протиставляють «словниковому перекладу», зазнаючи, таким чином, відповідності, які слово може мати в контексті на відміну від наданих у словнику. Я. І. Рецкер говорить, що цей засіб перекладу «міститься в заміні словникової відповідності при перекладі контекстуальною, логічно зв'язаною з нею [відповідністю]». При цьому характерна відсутність якихось-то відповідностей самого перекладаємого слова, і його зміст передається за допомогою трансформованого відповідним чином контексту: Скільки коштує путівка на курорт? — How much are accommodations at health resorts?
Такими є основні засоби перекладу реалій. Вони кожен раз ставлять перекладача перед альтернативою: транскрибувати або перекладати? З точки зору С. Влахова і С. Флорина вибір залежить від передумов:
1. Від характеру тексту.
Наприклад, у науковому тексті реалії частіше є термінами, отже і перекладаються відповідно термінами; в науково-популярному творі можна надати коментарі відповідно пізнавальним напрямкам твору; у пригодницькому творі часто використовується транскрипція через елемент екзотики, який притаманний цьому жанру.
2. Від важливості реалії у контексті.
Вирішальним при виборі між транскрипцією і перекладом реалії є та роль, яку вона грає в змісті, яскравість її колориту, тобто міра її висвітлювання в контексті. При транскрипції «звичайні і звичні в мові оригіналу слова і вислови в мові перекладу випадають із загального лексичного оточення, відрізняються своєю чужерідністю, внаслідок чого, привертають до себе посилену увагу», а це порушує рівновагу між змістом і формою, чим відрізняється адекватний переклад. При передачі реалій ж реалій іншим шляхом утрачається характерне забарвлення мови, носіями якої вони є: зникає частина національного або історичного колориту.
3. Від характеру реалії.
Ураховується ряд її особливостей як одиниці в лексичних системах відповідних мов, в тому ж числі таких показників, як її знайомість і незнайомість, літературна й мовна традиція, її віднесення до того чи іншого класу за предметом, часом, місцем.
4. Від іноземної й перекладацької мови.
Рішення питання про вибір між транскрипцією і перекладом залежить від іноземної і перекладацької мови, від їх граматичних і словотвірних особливостей, від культури мови і традиційного для них прийняття або неприйняття реалій.
5. Від читача перекладу.
Всі засоби передачі реалій в перекладі необхідно ув'язувати з тим, в якій мірі запроваджені слова, знайомі читачу; якщо вони незнайомі, не підказане часом значення реалії контекстом? Необхідно, щоб враження від перекладеної реалії у читачів було б таким же, як у носіїв мови, з якої реалія перекладена.